# 東主有喜
《東主有喜》（英語：My Papa Rich），是一部在2015年2月19日發行並上映的馬來西亞華語賀歲片電影，導演是李勇昌，主要在槟城拍摄。

## 故事简介
鳏夫杨东的三名儿长期在外，他独自在新村卖烧腊饭过着简朴的晚年生活。他被江湖术士断言命不久长，害怕和孩子相聚的机会不多。偶然的情况下，他与失联已久的挚友林树桐相遇，对方竟是低调的千万富翁。林树桐决定让他成为一个月的千万富翁，财产任由使用。杨东一夜暴富的消息很快就传入三名子女耳中，众人纷纷回乡一探究竟，对父亲的态度有一百八十度大转变。人人各怀鬼胎以得到父亲的财力资助，杨东为隐瞒真相而手忙脚乱心力交瘁。究竟他要如何结束这场越滚越大的闹剧？

## 演員
- 王雷飾演杨东
- 梁智強飾演林樹桐
- 邓绣金飾演马千金
- 陳立謙飾演杨开泰
- 王欣飾演杨开心
- 庄雪梅飾演杨得意
- 李承運
- 可晴

## 外部連結
- 東主有喜的Facebook專頁

| 台灣 衛視電影台 週六晚間9點全台首播 |
| ----------------------------------- |
| 東主有喜 2015.11.14                 |